# Blang Kuta Coh
Blang Kuta Coh is een bestuurslaag in het regentschap Bireuen van de provincie Atjeh, Indonesië. Blang Kuta Coh telt 240 inwoners (volkstelling 2010).